# Schwenninger Wild Wings
A Schwenninger Wild Wings egy német jégkorongcsapat Villingen-Schwenningenben. A csapat a Deutsche Eishockey Ligában játszik.

## Története
A klubot 1904-ben alapították SEC Schwenningen néven.

### Korábban használt nevek
- 1904–1950 – SEC Schwenningen
- 1950–1994 – Schwenninger ERC
- 1994–napjainkig – Schwenninger Wild Wings

## Helyezések
Deutsche Eishockey Liga: 5. hely 1995-96